# Eugenio Grandville
Eugenio Grandville (Firenze, 19 aprile 1841 – Venezia, 17 giugno 1899) è stato un militare e marinaio italiano, decorato di medaglia d'oro al valor militare alla memoria nel corso della Campagna piemontese in Italia centrale.

## Biografia

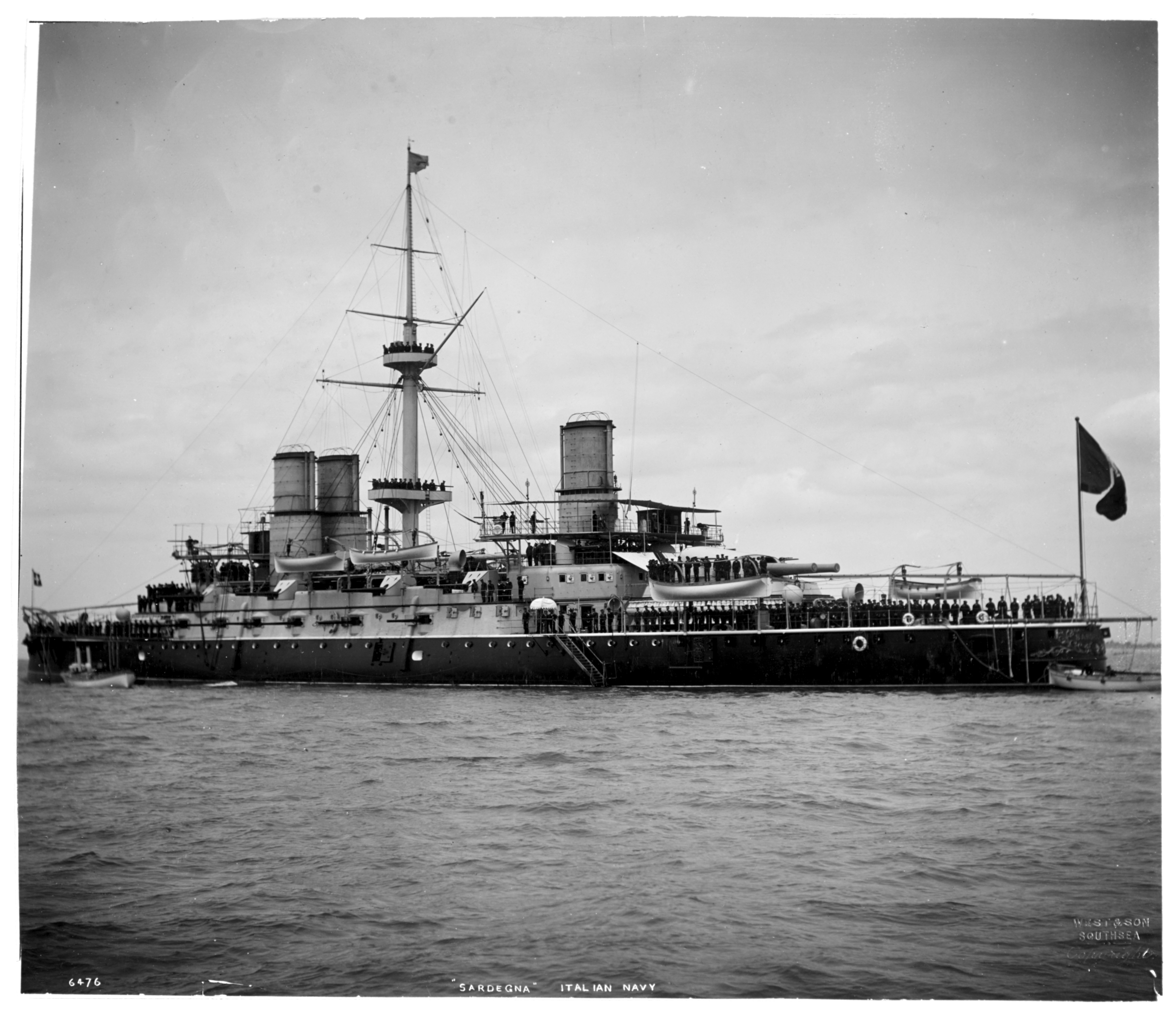
La nave da battaglia Sardegna.

Nacque a Firenze il 19 aprile 1841, figlio di Giovanni e di Francesca Tordo.  Il 5 novembre 1855 entrò alla Regia Scuola Militare di Marina di Genova, conseguendo la nomina a guardiamarina di 2ª classe il 25 luglio 1858.
Il 1º aprile 1860 divenne guardiamarina di 1ª classe,  il 30 dello stesso mese sulla fregata Carlo Alberto, comandata dal capitano di vascello Galli della Mantica, compì alcune crociere nel Mare Tirreno e sulle coste della Sicilia, poi, nel settembre, prese parte alle operazioni navali contro la piazzaforte di Ancona sulla corvetta a ruote Ettore Fieramosca venendo decorato di medaglia d'argento al valor militare per il personale coraggio e la perizia marinara di cui dette prova durante quell'assedio, fino alla resa della città. Dal novembre 1860 al febbraio 1861 si distinse anche nell'assedio di Gaeta, venendo decorato con una seconda medaglia d'argento al valor militare.
Il 13 marzo 1861 venne promosso sottotenente di vascello, e il 5 marzo 1863 luogotenente di vascello. Partecipò alla terza guerra d'indipendenza italiana partecipando alla campagna navale di Lissa, imbarcato sulla fregata corazzata Re di Portogallo, meritandosi una Menzione Onorevole (commutata nel 1887 in medaglia di bronzo al valor militare). Ancora imbarcato sulla Re di Portogallo il 21 settembre 1866 partecipò alla repressione dei moti sediziosi di Palermo al comando di una compagnia da sbarco del battaglione Acton. Si distinse particolarmente nell'azione battendosi sulle barricate contro gli insorti e riportando una grave ferita al braccio sinistro con frattura dell'omero rifiutò qualsiasi cura per non abbandonare il reparto durante l'azione. Per il suo comportamento venne decorato con la medaglia d'oro al valor militare a vivente. Nel 1867, luogotenente di vascello di 1ª classe.
Promosso capitano di fregata il 25 gennaio 1877, comandante dell’avviso Authion, stazionario nelle acque di Salonicco, tutelò con energia e grande accorgimento gli interessi del Regno d'Italia  compromessi dalla guerra turco-russa. Nel 1879 comandante della cannoniera Scilla nel 1879, si trovò nelle acque del Sudamerica durante i moti rivoluzionari che erano scoppiati in Uruguay e nel Paraná, adoperandosi efficacemente per la protezione dei connazionali ivi residenti. Con la successiva promozione a capitano di vascello il 4 luglio 1886, comandò l'incrociatore Flavio Gioia (1886-1888), e dal 1891 la nuova corazzata Andrea Doria. Promosso contrammiraglio il 22 giugno 1893, assunse il comando della nave da battaglia Sardegna della 2ª Divisione Attiva della Squadra navale, e poi del CREM. Divenuto viceammiraglio il 16 giugno 1898,  assunse la direzione del 3° Dipartimento militare marittimo di Venezia. Morì a Venezia il 17 giugno 1899.